# پریوست استخوان
ضریع یا پریوست (به انگلیسی: Periosteum) یا برون‌اُست پرده یا لایه‌ای مانند پارچه است که روی استخوان‌های بدن کشیده شده و به آن چسبیده است. این پرده، غشایی رشته‌ای است که تنۀ استخوان‌های‏ دراز را می‌پوشاند.
پریوست بیرونی‌ترین پرده استخوان و غشائی است دارای رگ‌های بسیار که بلافاصله بروی استخوان چسبیده است.  این غشا در مفاصل حرکتی که با غضروف مفصلی پوشانده شده‌اند، وجود ندارد.
پریوست پرده قابل انعطافی از بافت همبند است که روی استخوان را پوشانده است. این پرده رگ‌های خونی زیادی دارد. تعدادی از این رگ‌های خونی از برون‌است به داخل تنه استخوان نفوذ می‌کنند.
پرده پریوست شامل دو لایه است: لایه بیرونی شامل کلاژن I و فیبروبلاست و لایه درونی دارای مزانشیم و سلول‌های پهن. کلاژن رشته‌هایی به نام رشته‌های شارپی به درون می‌فرستد تا سیستم‌های هاورس را به شکل منظم و متصل بهم حفظ کند. مزانشیم در مواقع ضروری سلول‌های اجدادی استخوان را می‌سازد و سپس استئوبلاستها از تغییر این سلول‌ها به وجود می‌آیِند تا استخوان‌سازی صورت گیرد.
اتصال لایه پریوست به دیافیز (قسمت وسط استخوان‌های بلند) در بچه‌ها شل و سست است و به دنبال شکستگی استخوان، خون ناشی از شکستگی به سرعت بین پریوست و استخوان جمع شده و این دو را به راحتی از هم دور می‌کند. این خون به سرعت تبدیل به کال استخوانی می‌شود. به همین علت کال استخوانی در شکستگی‌های بچه‌ها حتی در شکستگی‌های بدون جابجایی وجود داشته و بزرگ‌تر از بالغین است.

## نگارخانه

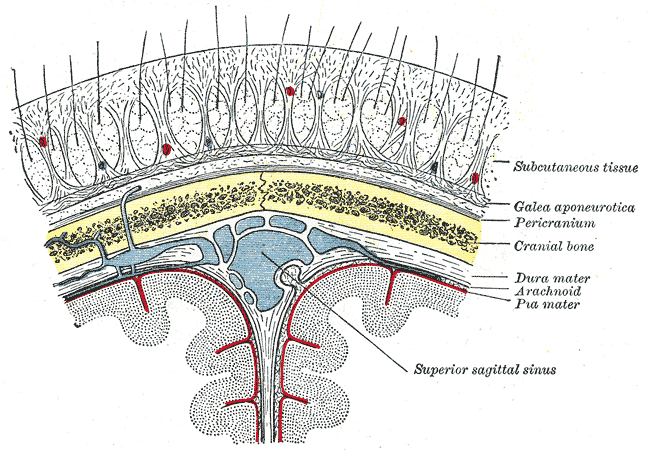